# Доба князів

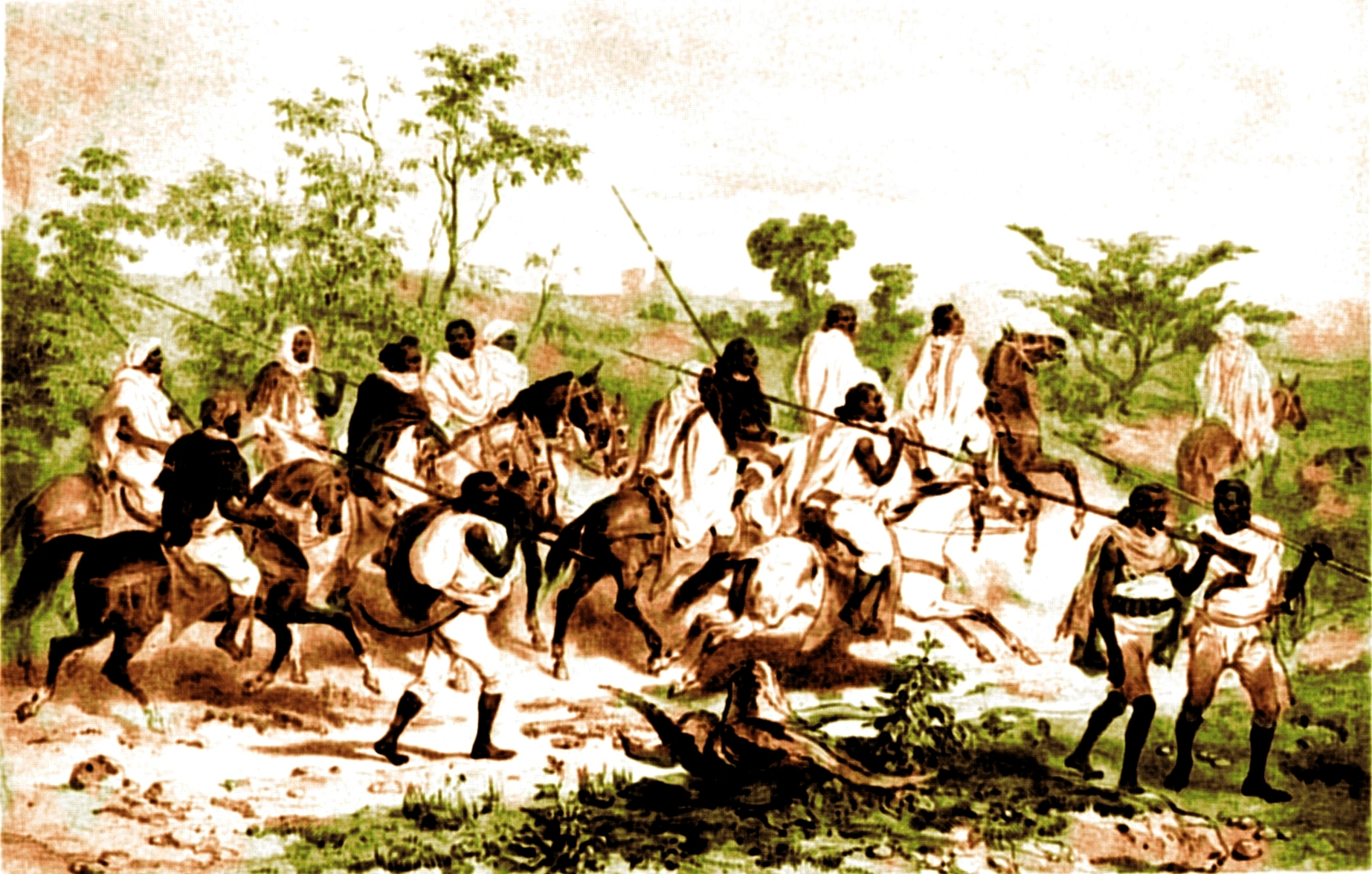
Ефіопські воїни «доби князів»

Доба князів (амх.  ዘመነ መሳፍንት) — період феодальної роздробленості в історії Ефіопії, що тривав з 1769 до 1855 року. У той період країна була фактично розділена між численними воєначальниками, а влада імператора була значною мірою номінальною та обмежувалась територією навколо столиці, Гондера. У той же час загострилось протистояння між Ефіопською православною церквою та мусульманськими ефіопськими територіями, що часто використовувалось як привід для локальних війн між феодалами.
Початком Доби вважається 7 травня 1769 року, коли рас Мікаель Секул скинув з престолу імператора Йоаса, завершенням — поразка наймогутніших феодалів та формальне возз'єднання імперії, що завершилось коронацією імператора Теводроса II, що відбулась 11 лютого 1855 року.
Датування періоду є досить умовним: період з 1769 до 1855 року прийнятий в основному у західній історіографії, натомість в Ефіопії, як правило, періодом «доби князів» вважаються 1786–1853 роки.